# Riserva naturale di Endla
La Riserva naturale di Endla (in estone Endla looduskaitseala) è una area naturale protetta  situata nell'Estonia centrale.
La riserva preserva e protegge un sistema naturale di acque con stagni, sorgenti, torbiere e torrenti. Inoltre riveste una fondamentale importanza nel ruolo di studio e ricerca delle acque del fiume Põltsamaa.
La flora prevalente è costituita da arbusti di pino e canneti. Diverse specie di orchidee si possono trovare nella riserva naturale. Anche uccelli rari o specie minacciate utilizzano questa area come allevamenti da terra. Le strutture ospitanti per i visitatori sono diverse ed includono: un centro visitatori, torri per il birdwatching e percorsi con sentieri naturalistici.

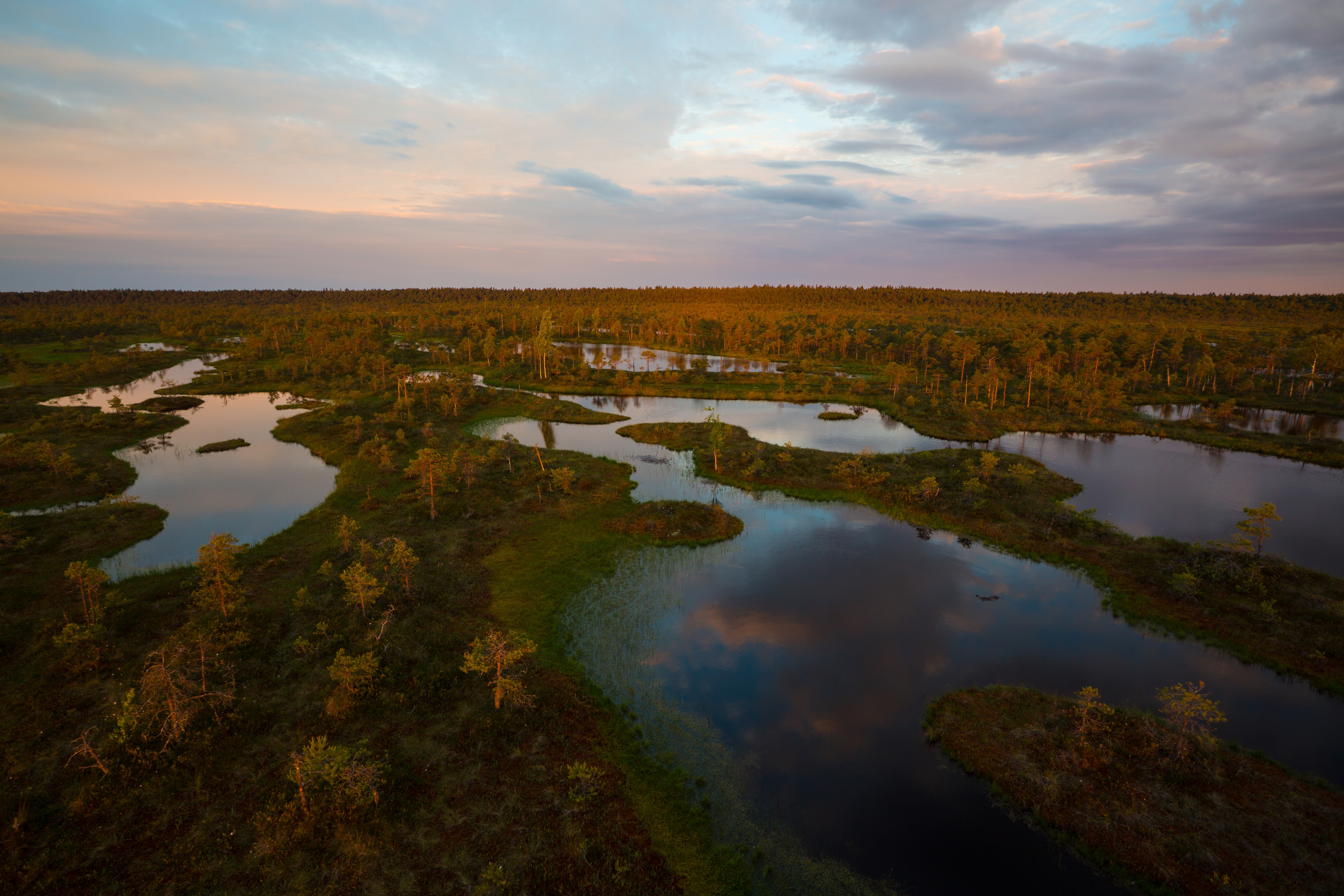
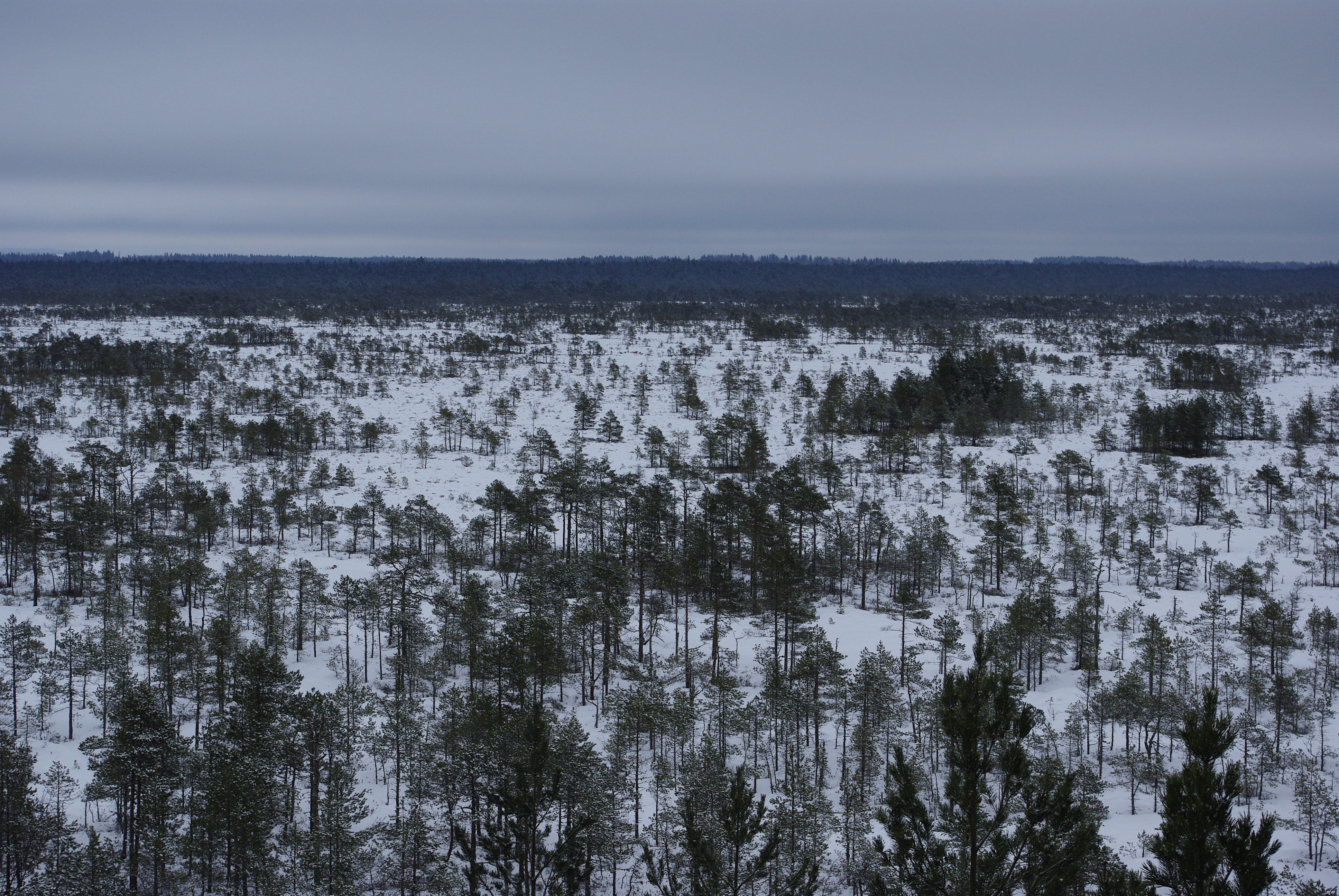
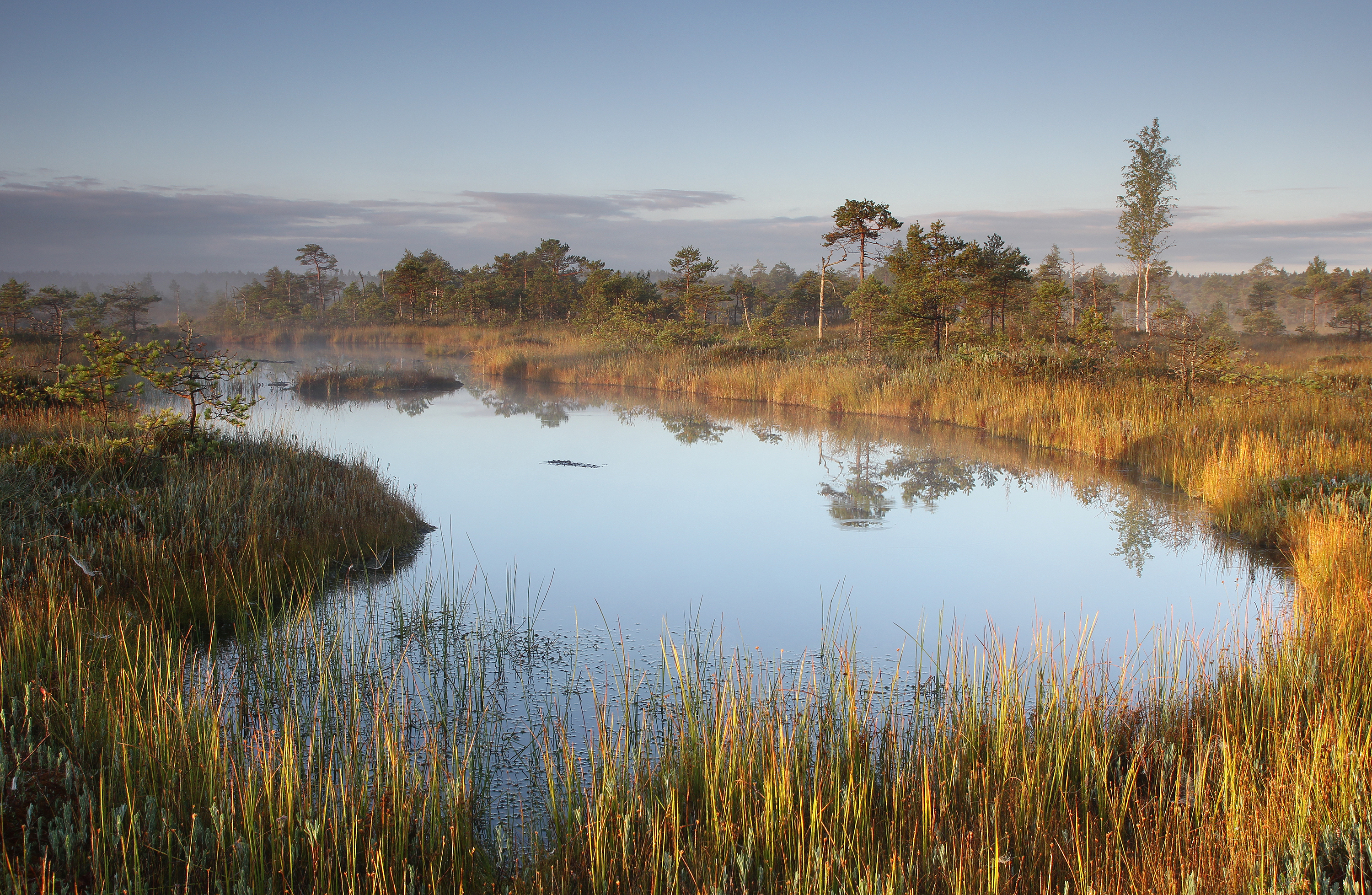
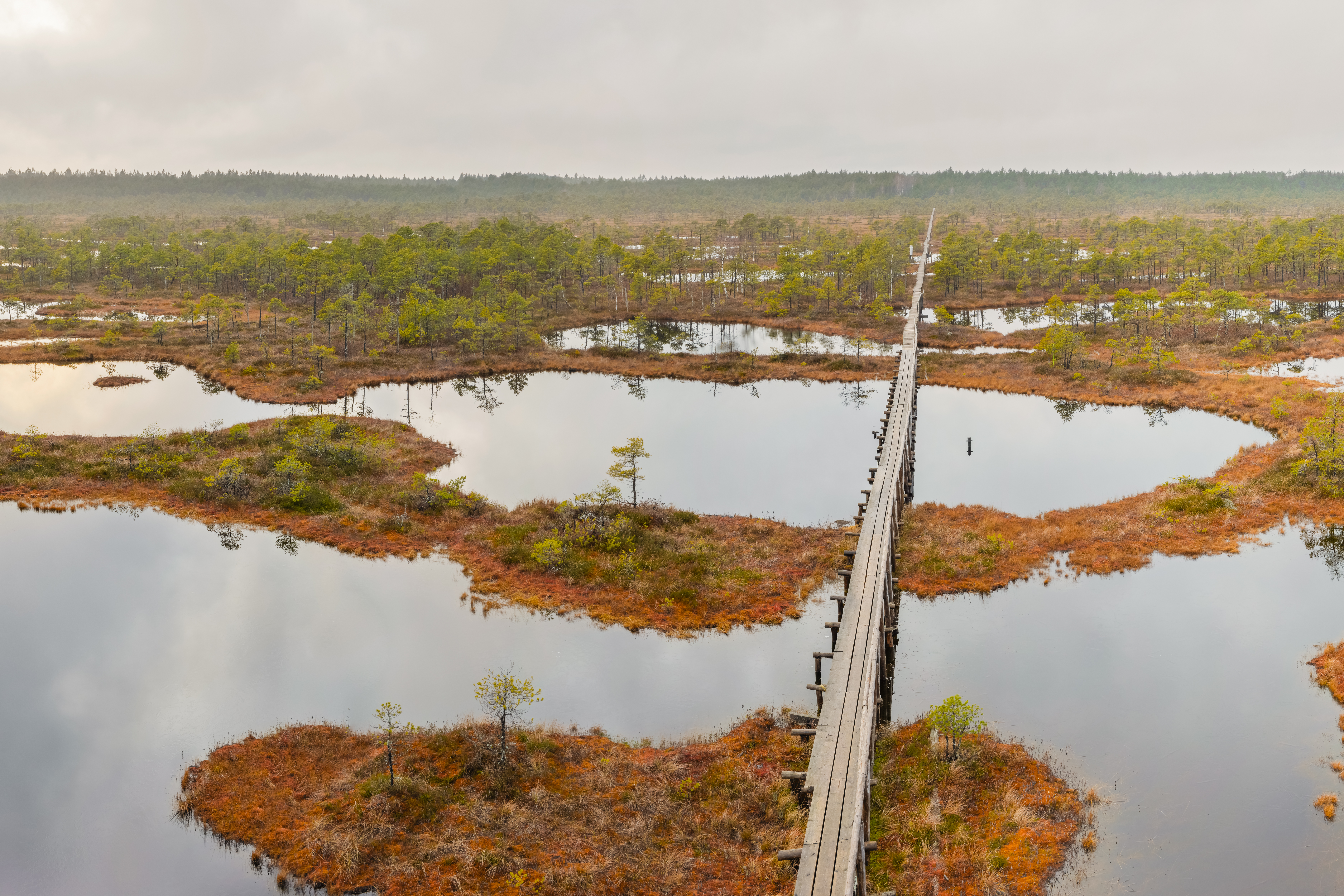